# Crivadia
Crivadia is een dorp in de regio Transsylvanië, in het Roemeense district Hunedoara. Het ligt aan de gelijknamige rivier, 29 km ten zuidwesten van Hațeg.
Bekend zijn de grotten van Crivadia en Tecuri.